# Església de San Francisco de Asís
L'església de San Francisco d'Assís és un temple religiós de culte catòlic i seu parroquial a la ciutat de Santa Cruz de Tenerife (Canàries, Espanya).
Aquest temple va ser en origen un convent Franciscà i és considerada des de l'any 1869 com la segona parròquia més important de la ciutat de Santa Cruz de Tenerife, després de l'església Matriu de la Concepción. L'església de San Francisco és un dels millors exemples d'arquitectura barroca a Canàries i una de les esglésies més riques en art sacre de l'arxipèlag.

## Història i descripció

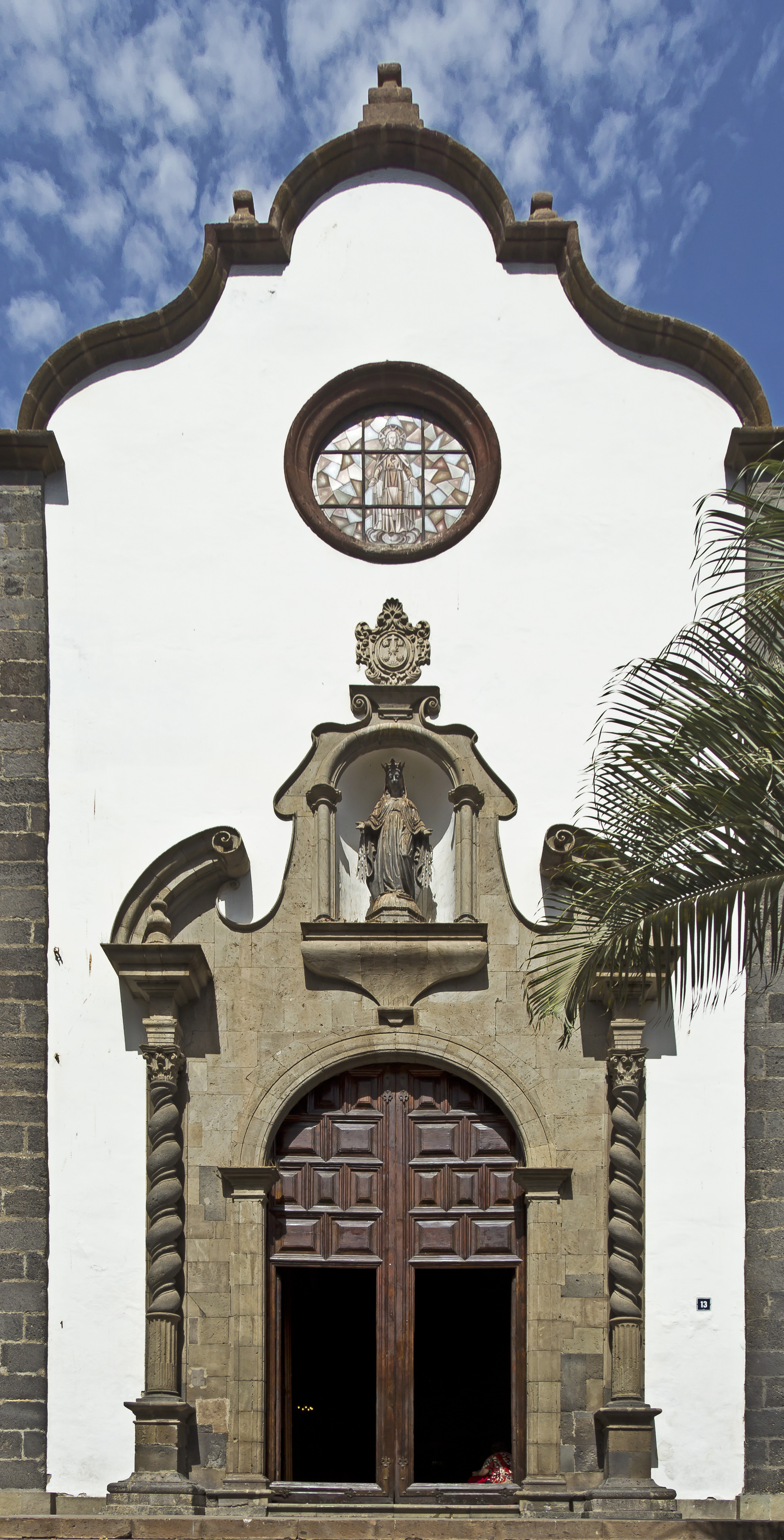
Vista del castell de San Joaquín.

L'església de San Francisco d'Assís està situada al costat de la plaça del Príncep de Santa Cruz de Tenerife, en l'històric barri de El Toscal de la ciutat de Santa Cruz de Tenerife. En els seus orígens va ser l'església del convent Franciscà de Sant Pere d'Alcàntara, avui desaparegut i el que va ser el seu hort, avui és la mateixa plaça del Príncep. Encara que prèviament a la creació del convent en 1676 per Real Cèdula, existia en el lloc l'ermita de la Solitud, que va ser cedida pel seu fundador Tomás de Castro Ayala per a la seva conversió en convent.
La desamortització de Mendizábal va portar amb si el tancament de la immensa majoria dels convents, entre ells dels dos situats en Santa Creu. Així, mentre el convent franciscà de Pedro d'Alcántara va passar a ser seu de l'ajuntament de Santa Cruz de Tenerife i altres dependències: presó, observatori i seu de la Societat Econòmica d'amics del País de Santa Cruz de Tenerife, el convent dominic de la ciutat va romandre inicialment buit fins que el seu solar va ser estimat com un emplaçament adequat per a la construcció del nou mercat i del teatre municipal Guimerá, com així va ocórrer. Posteriorment, el temple franciscà seria reobert encara que ja com a parròquia, que és com s'ha mantingut fins a l'actualitat. Encara avui, al costat de l'església de San Francisco i unida a ella es troba el palau de l'Audiència, que va ser l'antic palau de Justícia de la ciutat i que pertany a l'ajuntament.
Es tracta d'un dels edificis religiosos més importants de la ciutat, ja que alberga una col·lecció de talles religioses de gran valor artístic i devocional, entre les quals trobem la imatge del Senyor de les Tribulacions de Santa Cruz de Tenerife, de factura presumptament andalusa, amb la característica que està feta de teles encolades en lloc de fusta. Aquesta és la imatge religiosa més venerada de tota la ciutat, per aquesta raó és anomenat el Senyor de Santa Creu. Això es deu al fet que va salvar a la urb d'una terrible epidèmia de còlera en 1893, després de ser tret en processó pels carrers de la ciutat, l'epidèmia va cessar miraculosament. Des de llavors l'hi ha tingut com a protector de la ciutat.
Conserva tres capelles: la Major, la de la Verge del Retir, i la del Senyor de les Tribulacions. Diversos dels seus altars i retaules van desaparèixer o es van perdre. Encara es pot admirar el retaule Central, una obra del segle xviii de l'escola andalusa amb profusa decoració, amb les imatges de Sant Francesc d'Assís feta en l'Havana (Cuba), la Immaculada Concepció, de l'escola andalusa i la de Sant Domènec, d'autor canari.
Altres imatges religioses importants són: Santa Rita de Càssia -imatge molt venerada en tota la ciutat i illa, nombrosos devots la visiten tots els dies-, i les talles de Sant Antoni de Pàdua i el Crist de la Bona Mort -aquestes dues últimes imatges de gran qualitat artística-, entre moltes altres imatges.
Aquest temple és una meravellosa mostra del barroc insular dels segles xvii i xviii. Amb tres naus, un pòrtic neocorinti i columnes esculpides en pedra canària. Aquestes són tres, i estan fetes en peces úniques amb una fornícula en la seva part alta que alberguen imatges de la Verge de la Miraculosa, Sant Francesc i Sant Domènec.
En un lateral de l'església i unida a ella es troba la capella de la Venerable Ordre Tercera de Santa Cruz de Tenerife que és considerada com una joia barroca i està molt relacionada amb l'església de Sant Francesc perquè els franciscans van ser els que van donar un lloc contigu al seu convent per a assentament d'aquesta ordre.

## Capelles i retaules
Les capelles i retaules del temple són els següents:

### Capella Major

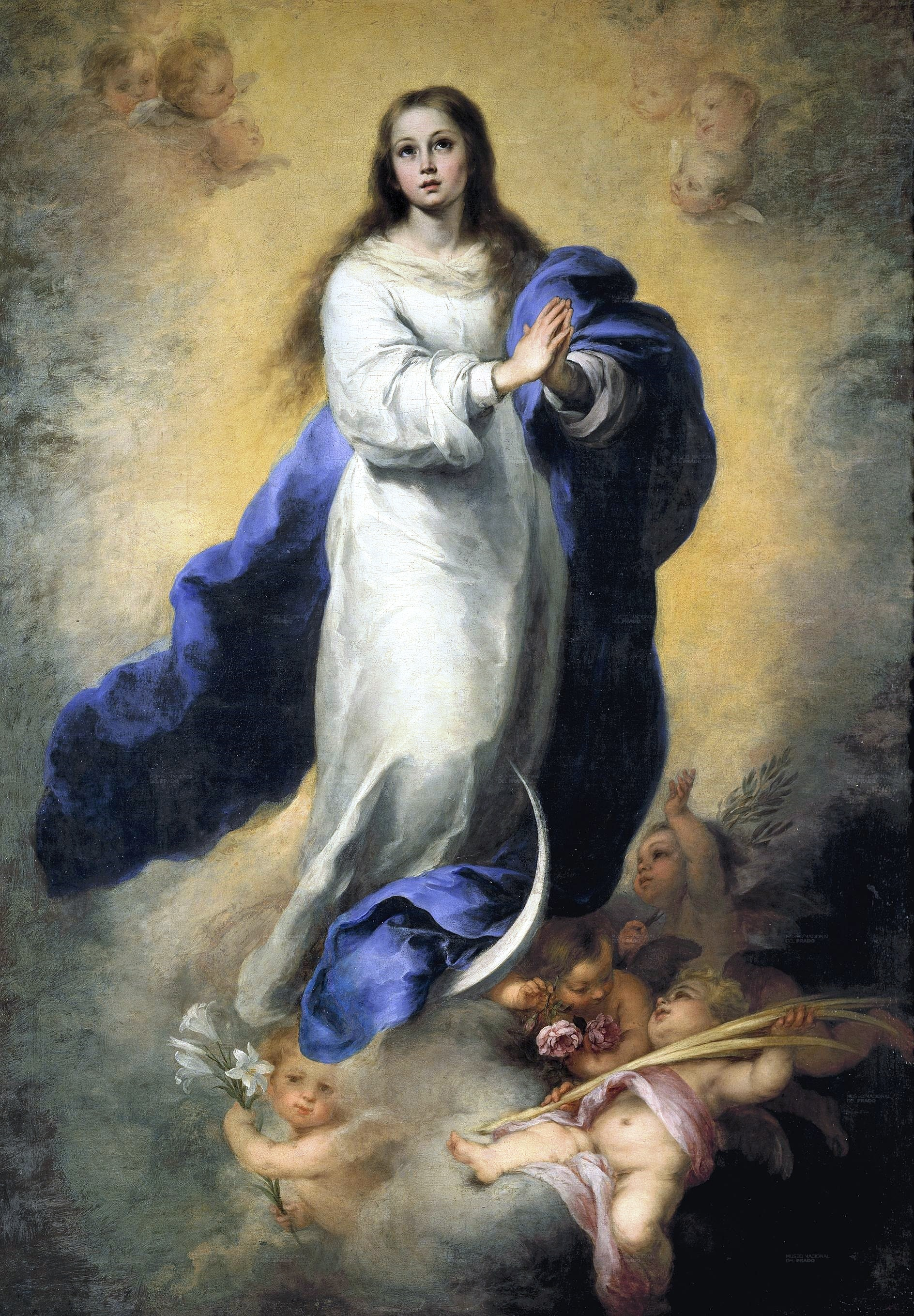
La Immaculada Concepció, de Bartolomé Esteban Murillo (Museu del Prado, 1660).

Està treballada amb fusta de barbusà, i les seves mesures són vuit metres de llarg per onze d'alt, es destaca per la riquesa i varietat de la decoració. En la peanya central es troba la imatge de la Immaculada Concepció (segle xix) procedeix d'escola andalusa, i en els laterals; Sant Francesc d'Assís, obra americana del segle xviii, i Sant Domènec de Guzmán, anònima del segle xvii, procedent del desaparegut convent de l'Orde de Predicadors de la ciutat.

### Capella de la Verge del Retir
Va ser construïda en 1718. Aquest retaule es pot incloure en els de tècnica de línia i decoració que es va apropant al rococó cap a mitjans de set-cents. En el nínxol central es troba una imatge de vestir atribuïda a Luján Pérez, la Verge dels Dolors o del Retir del segle xviii, a més el retaule compta amb dos nínxols laterals més petits que contenen les imatges de Sant Joan Baptista i de Santa Llúcia de Siracusa.

### Capella del Senyor de les Tribulacions
Originalment anomenada de Sant Lluís, rei de França, és la capella que actualment acull la imatge venerada del Senyor de les Tribulacions de Santa Cruz de Tenerife. En els nínxols laterals es troben les imatges de Sant Domènec de la Calzada i Sant Expedit. En un nínxol superior, Sant Alfons Maria de Liguori i un Nen Jesús, de vestir i en actitud de beneir.
El Senyor de les Tribulacions rebre el títol oficial de Señor de Santa Cruz per part de l'Ajuntament de Santa Cruz de Tenerife, a causa que és considerada popularment com una imatge miraculosa, ja que segons la tradició va salvar la ciutat d'una gran epidèmia de còlera. Des de llavors se l'ha tingut com a protector i salvador de la ciutat, així com la imatge més venerada de la urbs. La imatge surt en processó per Setmana Santa sent el seu dia principal el Dimarts Sant.

### Retaule de la Verge de la Consolació
És un dels pocs retaules que hi ha a Canàries a usar columnes salomòniques amb el primer terç de talla i capitells corintis. El lloc destinat al sagrari, va ser reformat per donar recer a la imatge del Senyor de les Tribulacions que actualment es venera en la capella que porta el seu nom. Entre les imatges que conté aquest retaule destaquen; Verge de la Consolació (segle xviii), Santa Clara d'Assís (segle xviii), La nostra Senyora dels set Dolors -petita talla de vestir- i Santa Rita de Càssia (de l'any 1945), que compta amb gran devoció.

### Retaule de Sant Josep
És un petit retaule per a una sola imatge, on es troba la talla que representa el Somni de Sant Josep amb l'àngel. Aquesta obra va ser restaurada en 2004.

### Retaule de Sant Bonaventura
Es troba enfront de la capella del Retir, entre les imatges que conté destaca; Sant Bonaventura, Sant Blai de Sebaste, Sant Francesc de Paula i Sant Ramon Nonat.

### Retaule de Sant Antoni de Pàdua
És l'últim retaule situat en la nau de l'Epístola, destaca una talla gran i valuosa de Sant Antoni de Pàdua, també es troben en aquest retaule les imatges de; Sant Gaietà, Sant Pere d'Alcàntara, Nostra Senyora del Sagrat Cor, Sant Salvador d'Horta, Sant Lluís Bertran i Sant Roc.

### Retaule de la Porciúncula
Posseeix un Naixement que és bona manifestació d'art popular illenc i solament s'exposa en Nadal. En la part central es troba un llenç de la Porciúncula i sota aquest una imatge de Sant Pancraç.

### Retaule del Sant Germà Pedro
Està dedicat al primer sant canari, el Germà Pedro de Sant Josep Betancur. La imatge és recent, de l'any 2004 va ser adquirida arran de la beatificació del sant en 2002.

### Altar d'Ànimes
Llenç realitzat per Rafael Henríquez, pintor de Tenerife nascut en 1737. Al costat del Purgatori, Sant Domènec de Guzmán i Sant Francesc d'Assís.

### Altars desapareguts
Alguns retaules i altars han desaparegut o s'han perdut entre ells: 
- L'Altar de Santa Bàrbara.
- L'Altar del Sagrat Cor de Jesús.
- L'Altar del Crist Crucifixat.
- La Gruta de Lorda.

### Altres imatges
L'església posseeix a més altres imatges col·locades en nínxols laterals o bé retirades del culte, entre elles destaquen:
- El Sagrat Cor de Jesús.
- Maria Auxiliadora.
- El Crist de Limpias.
- Verge de la Candelaria.
- El Sant Nen Jesús de Praga.
- Verge de Fàtima.
- El Nen Diví.
- Verge de la Nostra Senyora de Lorda.
- El Sant Nen del Remei.
- Verge del Carmen.

## Efemèrides
Aquest temple va acollir en 1994, la venerada imatge de la Verge de la Candelaria -patrona de Canàries- durant la seva visita a la capital aquest any amb motiu del 500è aniversari de la fundació de la ciutat de Santa Cruz de Tenerife, a més es va descobrir una placa commemorativa de l'històric esdeveniment, que actualment està situada en un dels laterals de la porta principal de l'església. La patrona canària va estar custodiada durant 15 dies en aquesta església, entre el 15 i el 28 d'octubre de 1994. Anteriorment la Verge Moreneta havia visitat l'església de Sant Francesc d'Assís en 1965.

## Altres dades
- La torre i el rellotge de l'església pertanyen a l'ajuntament de Santa Cruz de Tenerife, mentre que les campanes són de la parròquia.[4] Fins a no fa molts anys, calia demanar permís per pujar a tocar les campanes. En l'actualitat, aquestes es manegen des de la sagristia, ja que el sistema s'ha automatitzat.[4]

- La parròquia de Sant Francesc és considerada com l'església del Port de Santa Cruz de Tenerife, per la qual cosa al llarg dels segles moltes personalitats han passat per ella a orar abans d'embarcar-se. Entre aquestes personalitats va poder estar el Sant Germà Pedro Betancur.[4]

- Els Reis d'Espanya han visitat el temple en diverses ocasions i han assistit a la Santa Missa.[4]

## Galeria fotogràfica

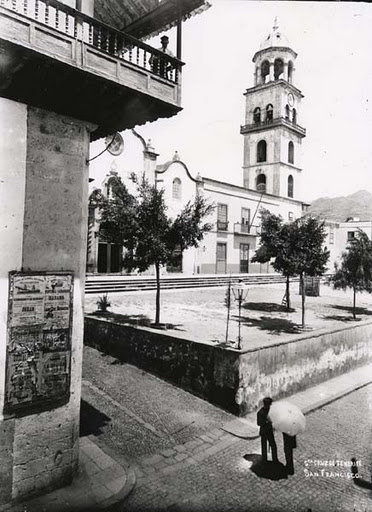
Fotografia antiga de l'església de San Francisco.
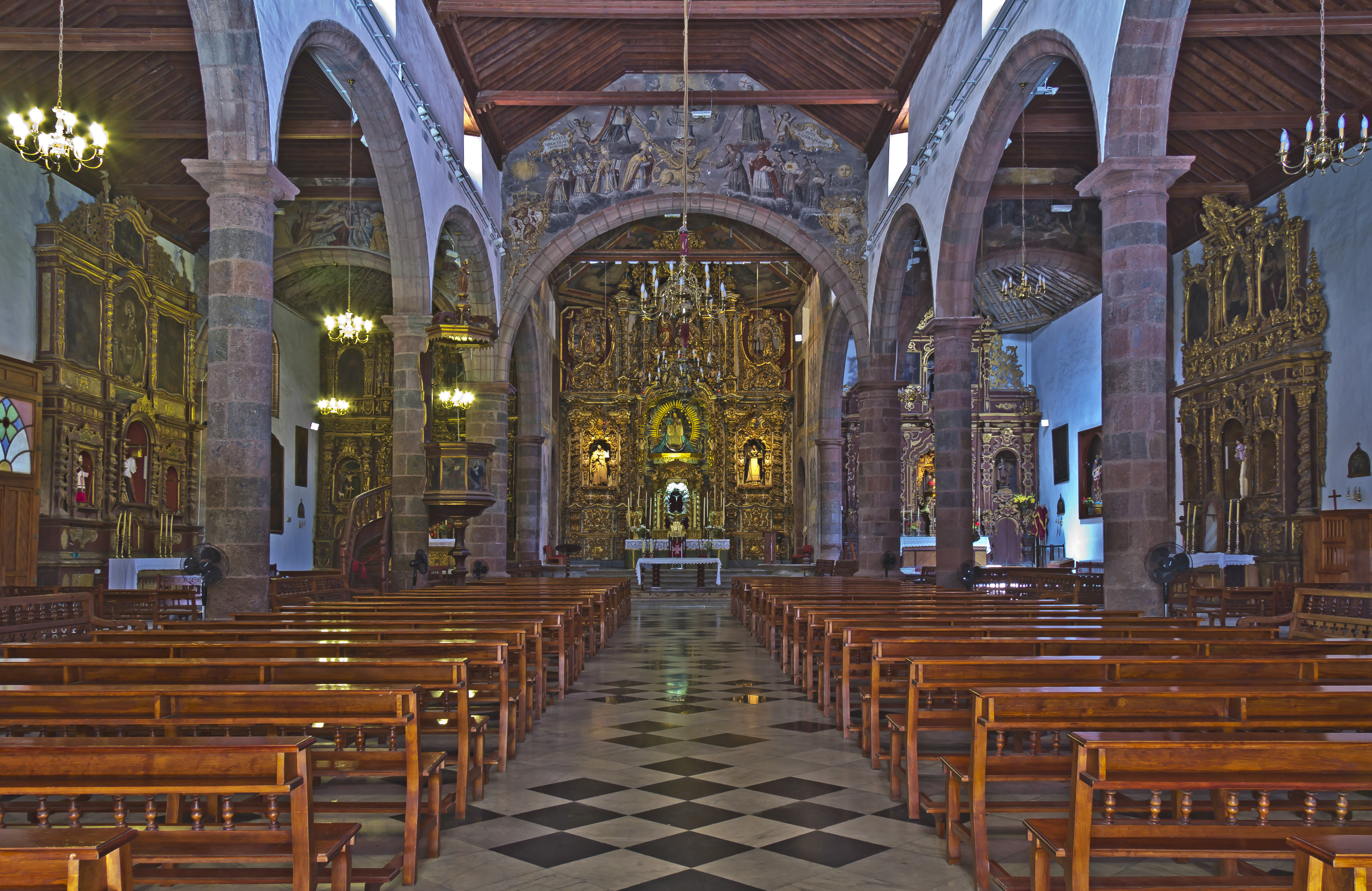
Interior i naus de l'església.
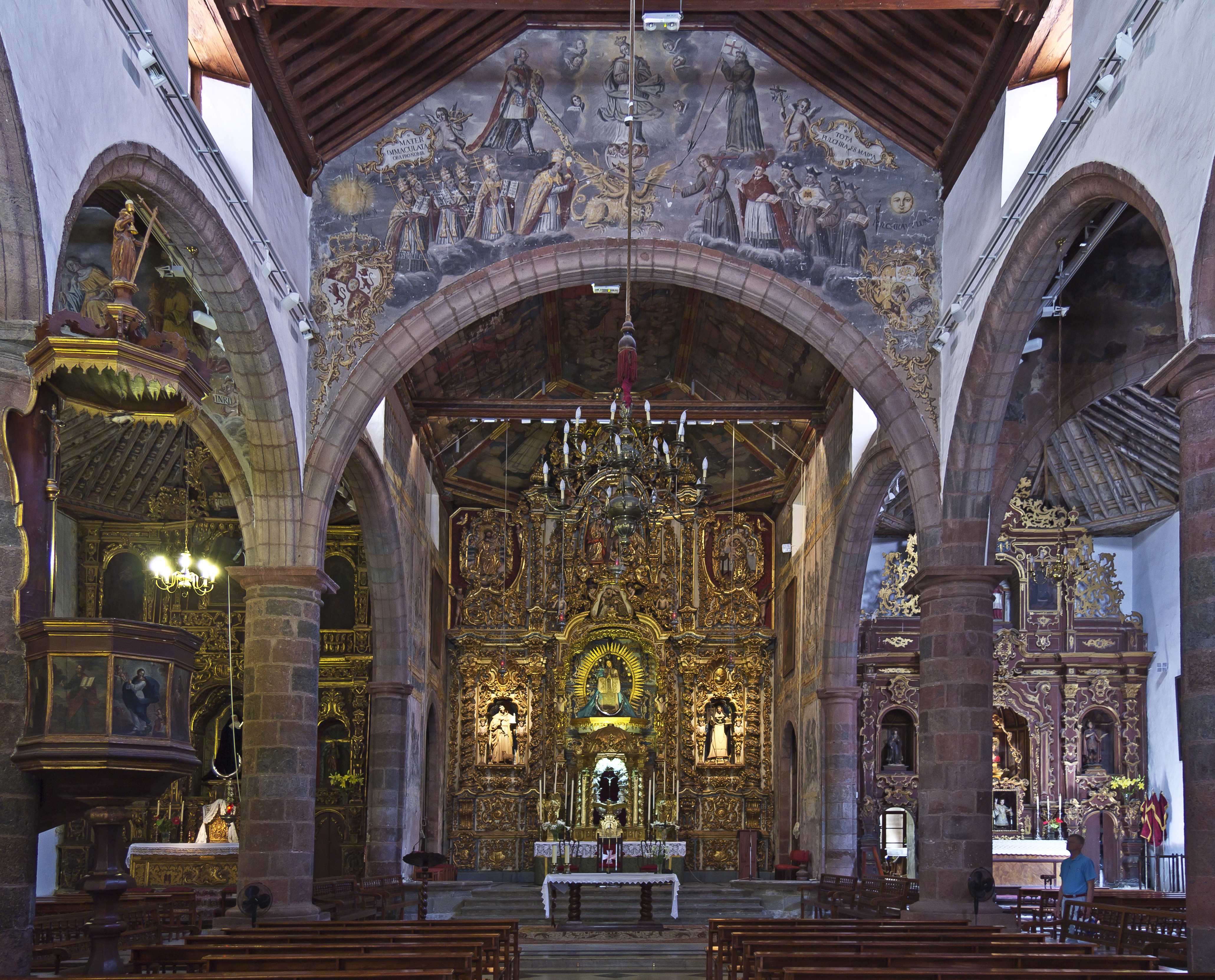
Retaule de l'Altar Major i retaules laterals.
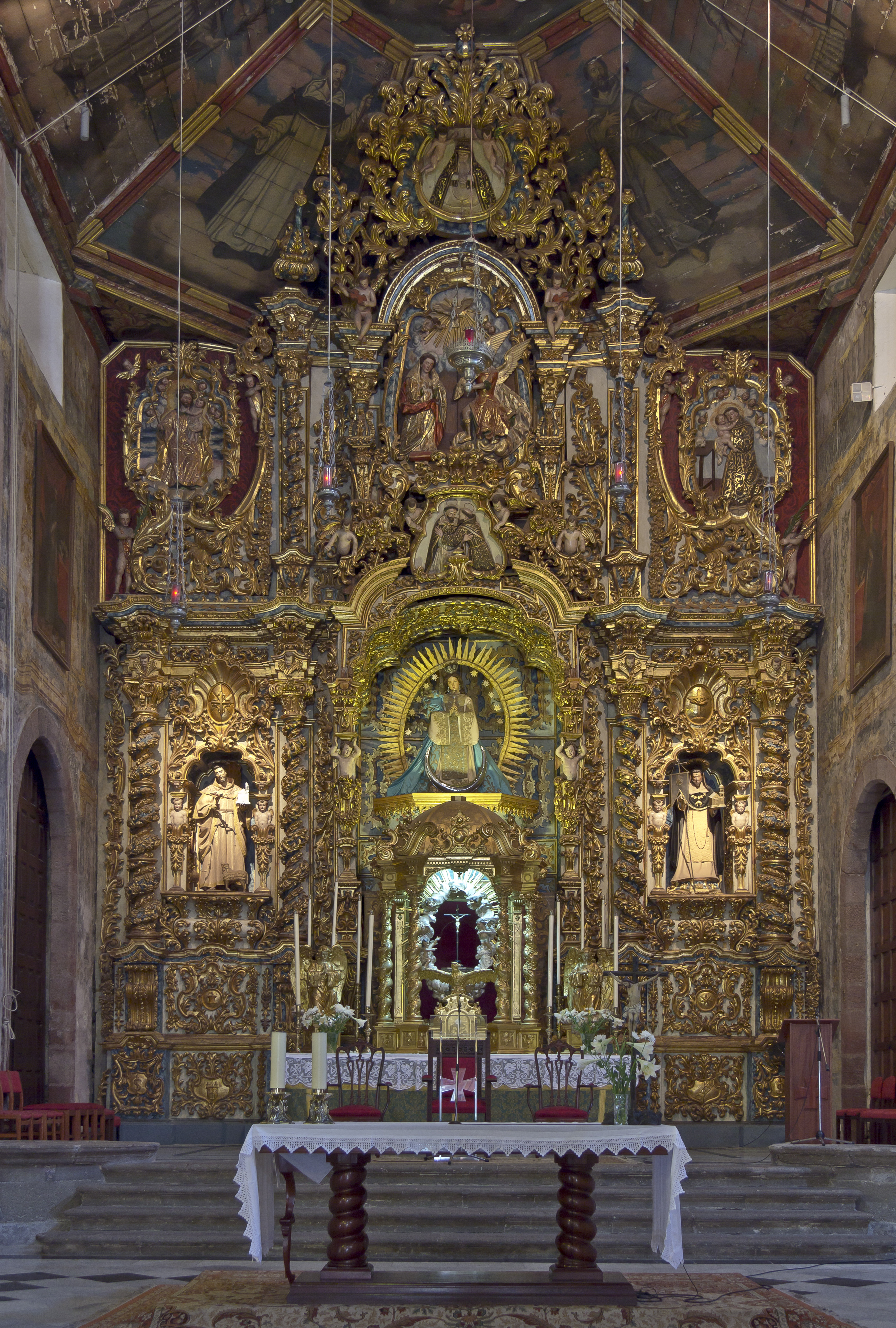
Altar Major, presidit per les imatges de la Immaculada Concepció, Sant Domènec de Guzmán i Sant Francesc d'Assís.
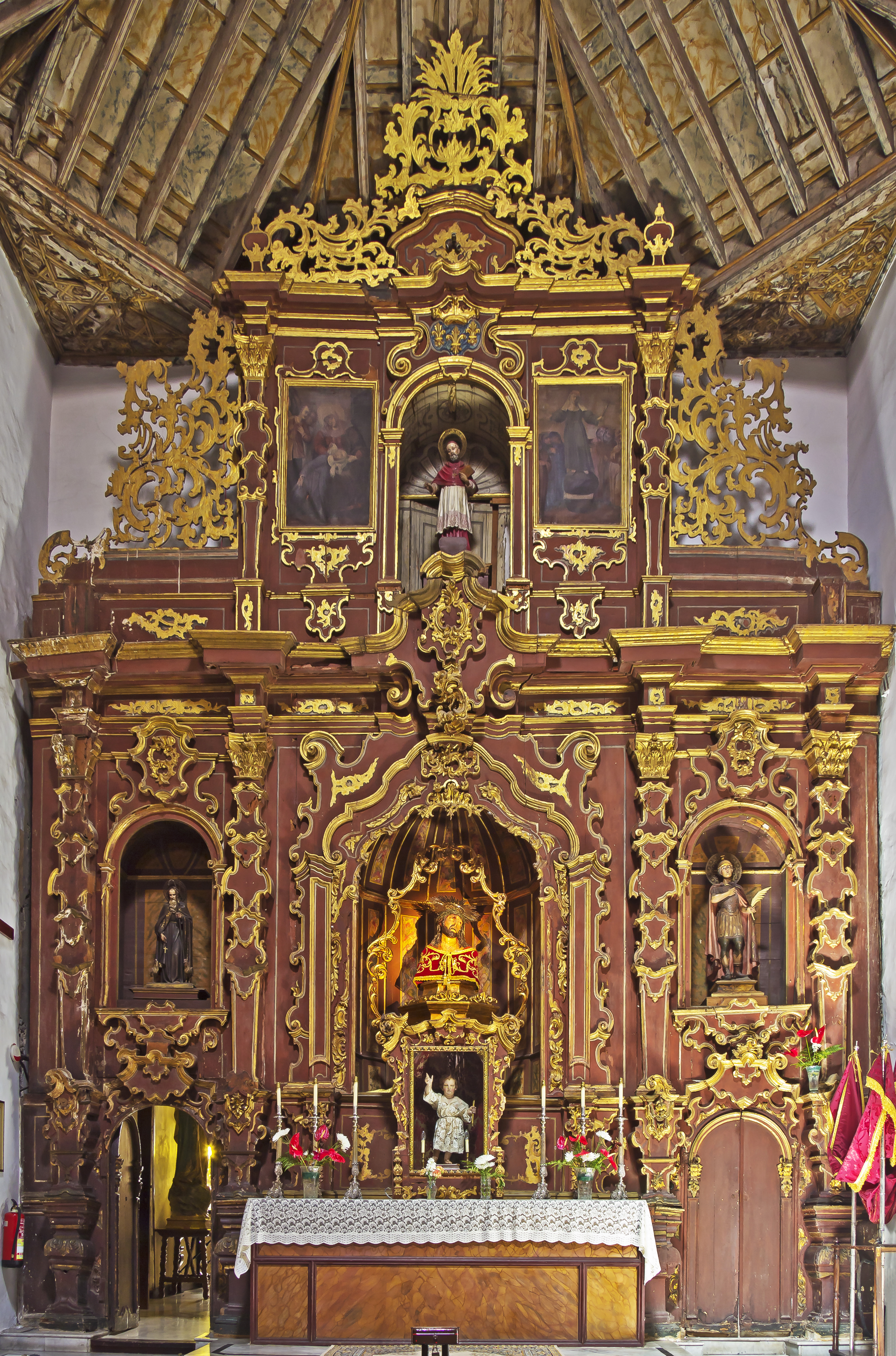
Retaule del Senyor de les Tribulacions.
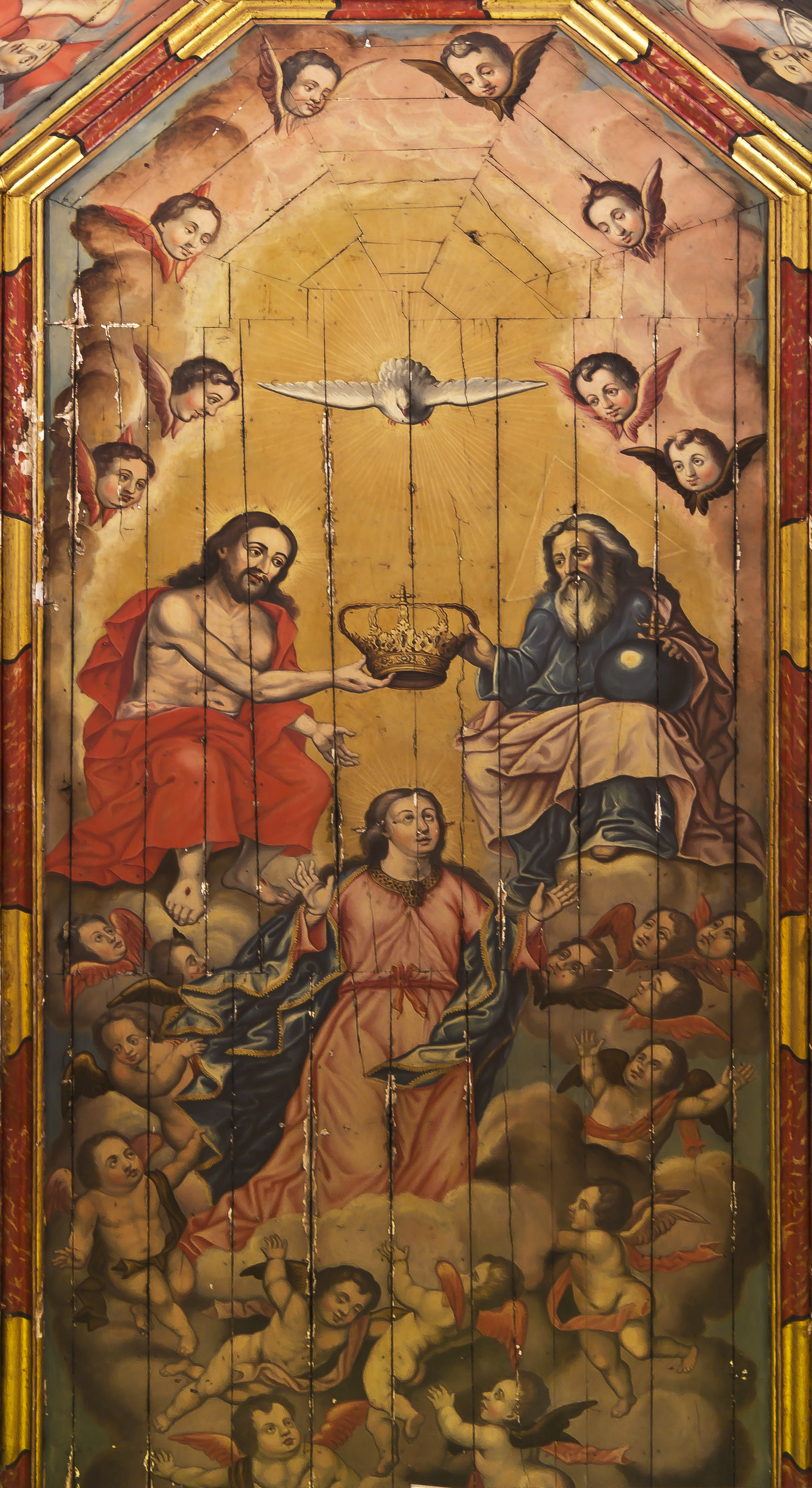
Pintura que representa la Coronació de la Verge Maria.
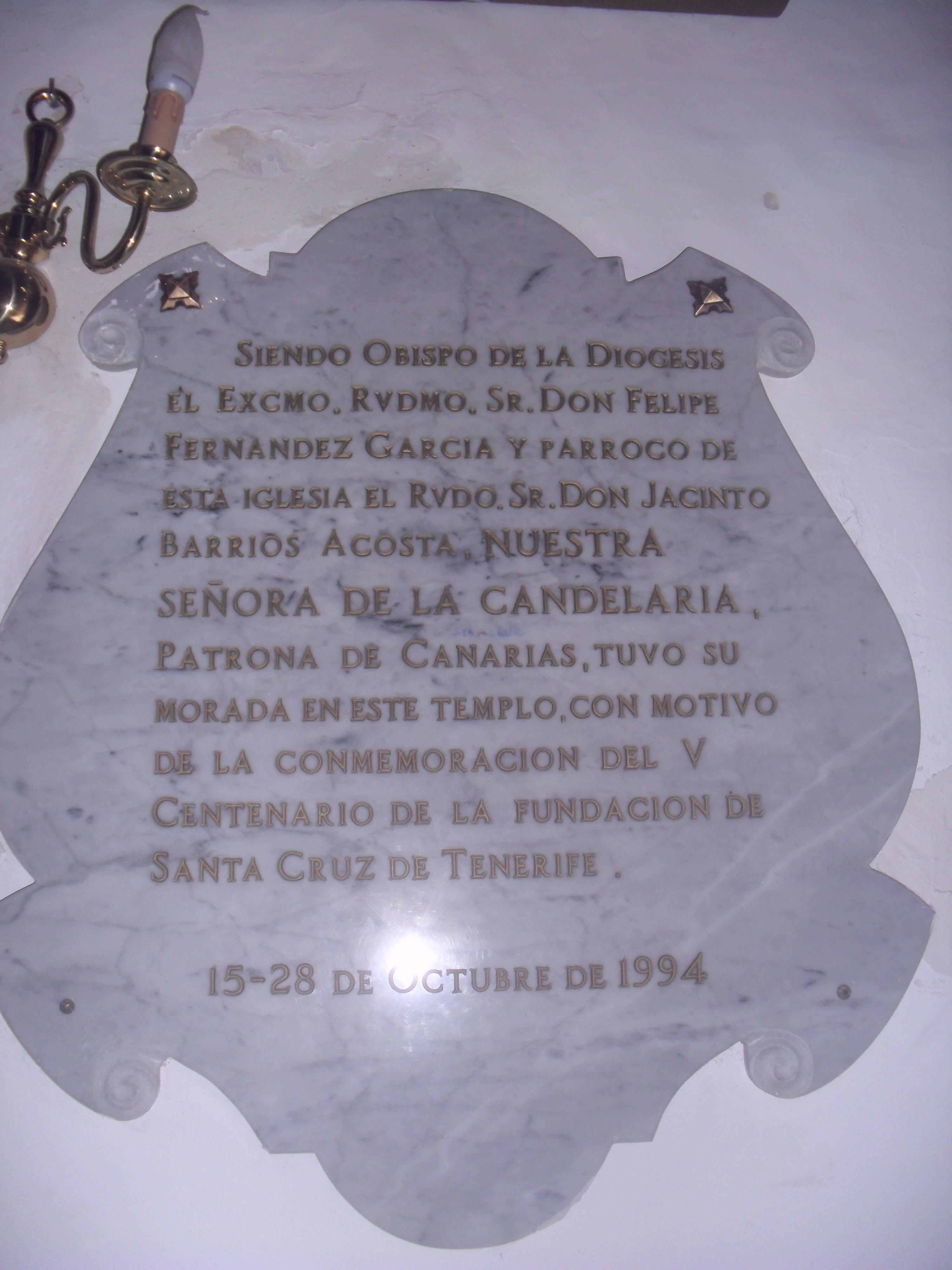
Placa que commemora la històrica visita de la Verge de Candelaria (patrona de Canàries) a la ciutat en 1994.
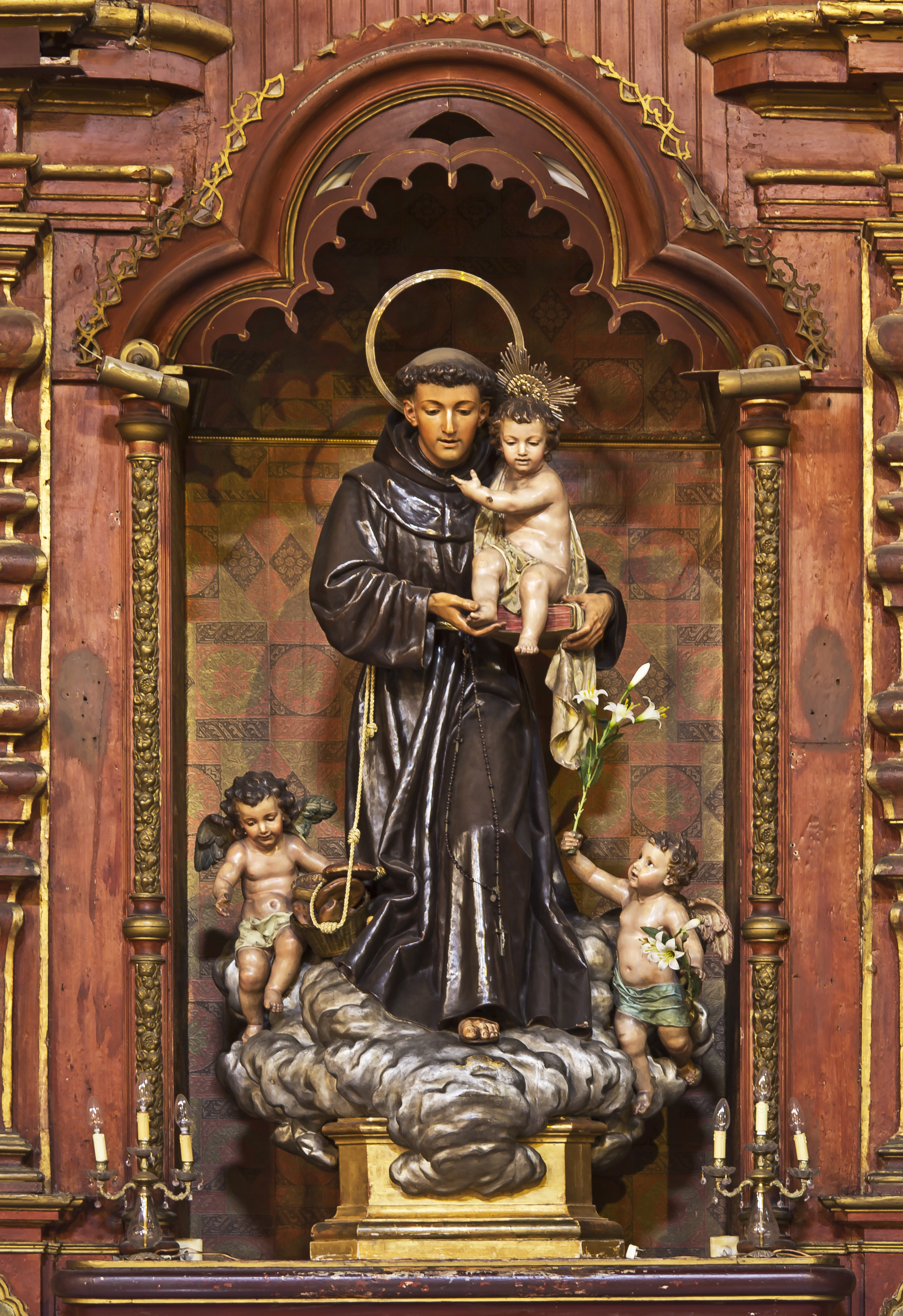
Imatge de Sant Antoni de Pàdua.
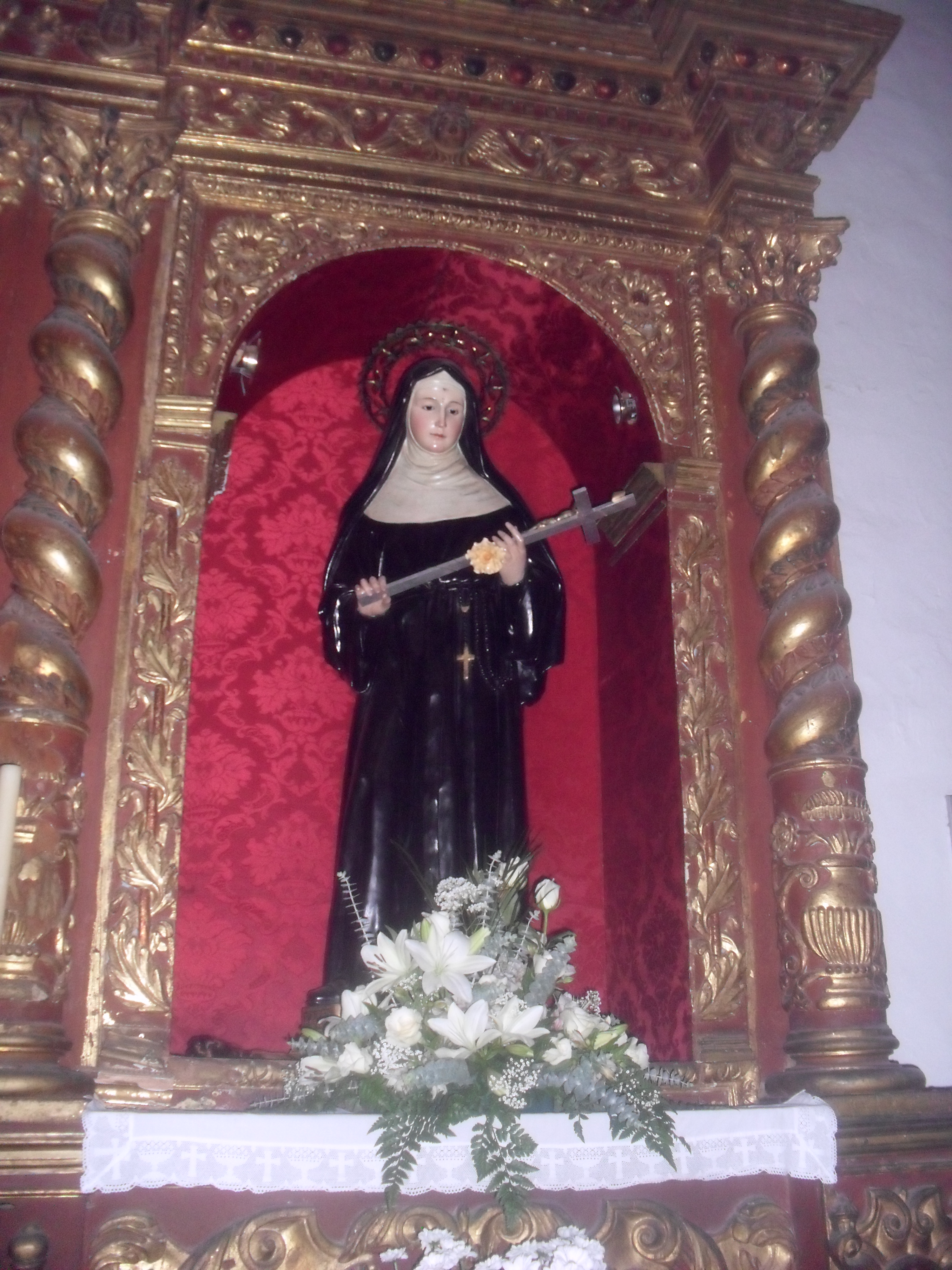
Venerada imatge de Santa Rita de Càssia.
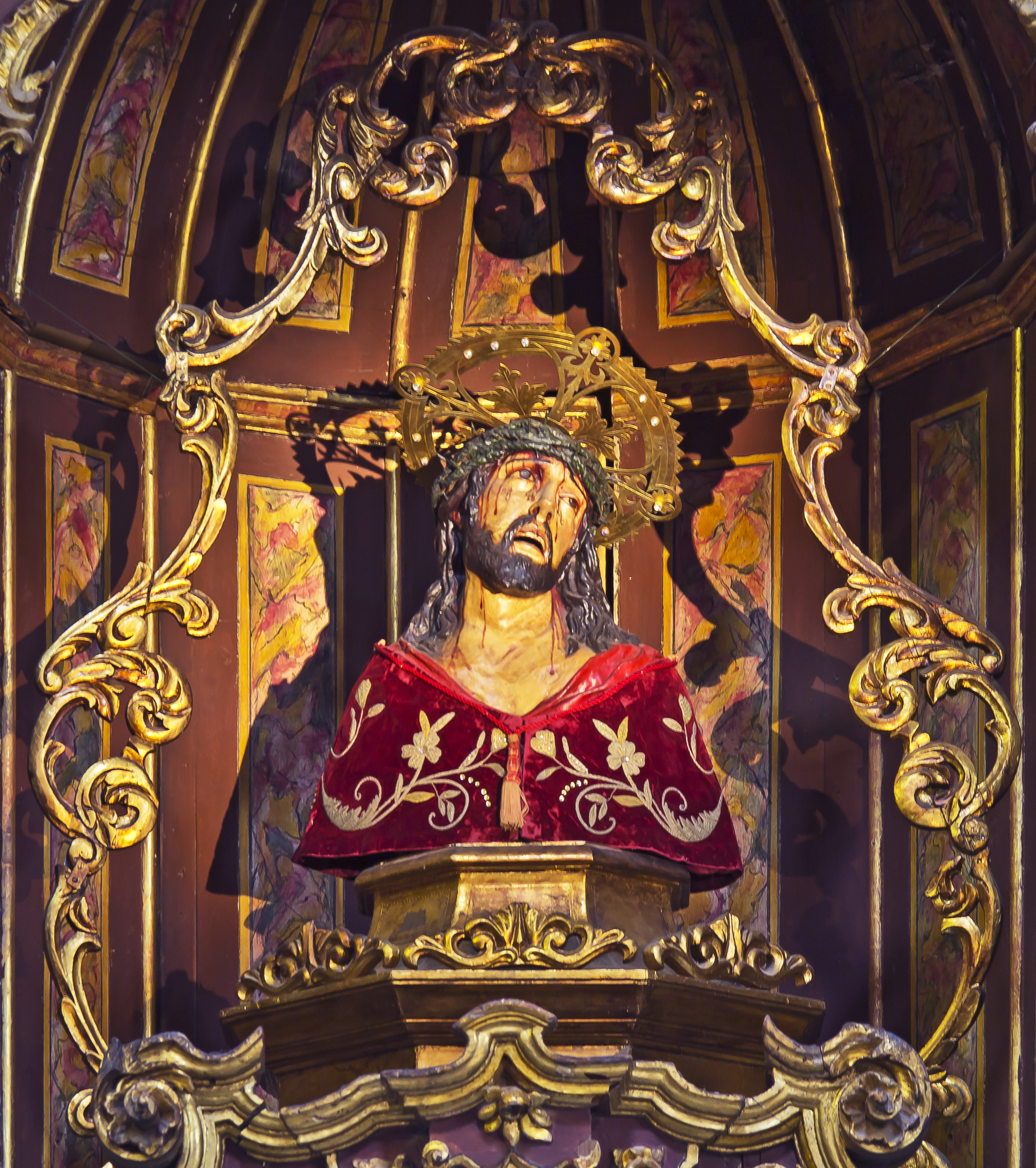
Imatgen del Senyor de les Tribulacions de Santa Cruz de Tenerife, realitzat en pasta de blat de moro y teles encolades.
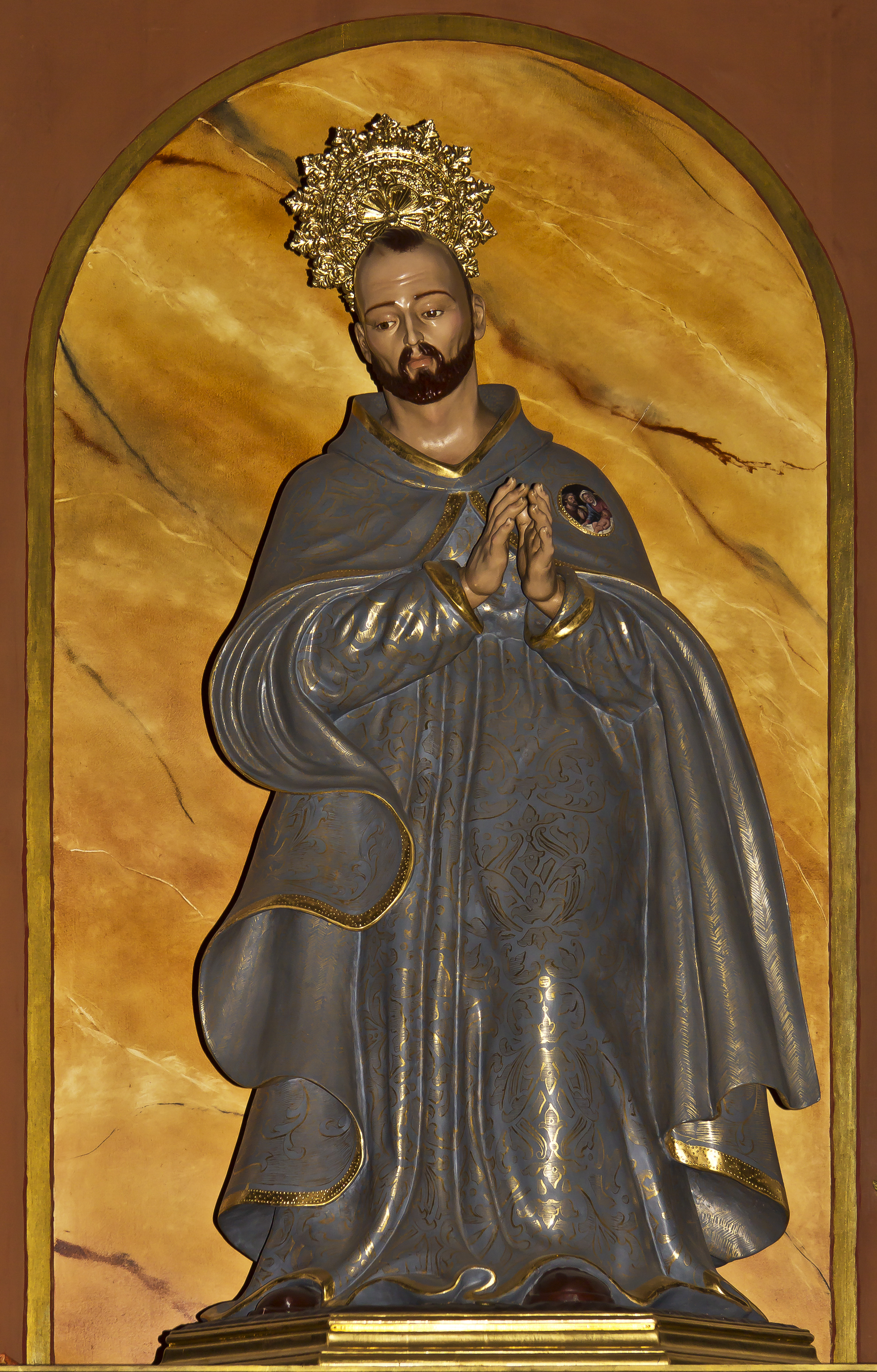
Escultura orant de Sant Pere de Betancur, primer sant canari.